# Bomba neumática
Bomba neumática de doble membrana.

## Principio
La bomba neumática de doble membrana (siglas AODDP en inglés) o bomba de diafragma fue inventada en 1955 por Jim Wilden.
Es un tipo de bomba de desplazamiento positivo alternativo, en la que el aumento de presión se realiza por el empuje de unas membranas elásticas (o diafragmas) que permiten crear un volumen variable en la cámara de bombeo, aumentándola en la fase de aspiración y reduciéndola en la fase de expulsión del fluido. Unas válvulas de retención (normalmente de bolas, pero también de tipo clapetas rígidas o seta) controlan que el movimiento del fluido se realice de la zona de menor presión a la de mayor presión. La acción de estas bombas es neumática, o sea que se aprovecha la presión del aire comprimido, o de cualquier otro gas compatible con el uso.

## Aplicaciones
El principio de funcionamiento la hace muy fiable en la industria. Con este diseño, se ha desarrollado una gama de bombas, desde ¼’’ hasta 4’’, para caudales de unos pocos litros por hora hasta 60 m3/h.
 Ofrecen ventajas claras frente a otros tipos de bombas, ya que no poseen cierres mecánicos ni empaquetaduras que son las principales causas de rotura de los equipos de bombeo en condiciones severas o por trabajo en seco.[cita requerida] Estas bombas son autocebantes, es decir, no es necesario llenar la columna de aspiración de líquido para que funcionen. Su mantenimiento es sencillo y rápido y con componentes fáciles de sustituir. Según el tipo de válvulas utilizadas, tienen una buena o muy buena aceptación de sólidos en suspensión. 
Debido a la resistencia a la corrosión de estas bombas y a no ser necesario cebarlas para que funcionen, estos equipos son muy utilizados en la industria para el movimiento de prácticamente cualquier líquido y en multitud de industrias como ácidos, derivados del petróleo, disolventes, pinturas, barnices, tintas, fangos de depuradora, reactivos, concentrados de frutas, chocolate, plantas de proceso, industrias químicas, industrias alimentarias, ópticas, industrias galvánicas, bebidas, aguas residuales, minerías, construcción, buques, industrias cerámicas, cartoneras, fábricas de papel o circuitos impresos. 
Encontramos diseños derivados para las aplicaciones sanitarias y de alta calidad para el sector químico, biofarmacéutico, o semiconductor. En algunas empresas existe una línea de montaje en sala blanca clase 100 y usa materiales como el PE o PTFE mecanizados. 
Al contrario, otros fabricantes están dedicados a modelos para integración (OEM), de bajo coste y gran sencillez. Se pueden encontrar bombas tanto para dispensadores de bebidas en cinema como en tintómetros en la industria cerámica o máquinas de limpieza por disolvente en cualquier taller.

## Tecnología de membranas
- Elastómeros: Son compuestos de caucho con aditivos sintéticos destinados a mejorar la resistencia química y vulcanizados sobre una tela en Nailon que les procura una buena resistencia mecánica. Disponible en Neopreno, Buna-N, Nordel® y Viton®.
- Membrana con diseño Ultra-Flex™: Ofrecen una vida útil superior a las membranas tradicionales, o de cualquier otro diseño alternativo. Idóneas para aplicaciones intensivas.
- Compuestos termoplásticos: Se fabrican a partir de una base plástica. No necesitan refuerzo gracias a su estabilidad dimensional y a su resistencia a la fatiga mecánica. Disponibles en Wil-Flex™, Poliuretano y Saniflex™.
- Teflon® PTFE (Politetrafluoroetileno): uno de los compuestos más resistente químicamente.
- Tecnología Gore One-Up: se trata de membranas que usan el material único de Gore, de excelente resistencia química, similar a la del PTFE, pero de gran robustez mecánica y durabilidad.

## Accesorios
Aunque por su versatilidad necesitan pocos accesorios añadidos, hay que destacar los amortiguadores de pulsaciones que permiten limitar las vibraciones generadas por los equipos en tubería larga, o suprimir a su fuente los posibles golpes de ariete. Existen modelos plásticos, metálicos, sanitarios, para funcionar automáticamente, en presión o depresión. Otro sistema, el Spill Stop, se conecta al escape de una o dos bombas neumáticas. En caso de fallo de las membranas, el aparato detecta automáticamente la fuga y permite el cierre de una válvula de control y la apertura de otra, para poner en marcha una bomba auxiliar si necesaria. 
Dispositivo de ahorro energético por reducción del consumo de aire: La válvula proporcional de aire es un nuevo dispositivo revolucionario concebido específicamente para reducir el consumo de aire en las bombas neumáticas de doble membrana. Su diseño permite una reducción del aire consumido de hasta el 50% con una mínima pérdida del caudal del fluido.